# Cromosoma 21
Con il nome di cromosoma 21 si indica per convenzione il più piccolo cromosoma umano in ordine di grandezza, con circa 47 milioni di nucleotidi. Gli individui presentano solitamente due copie del cromosoma 21, come di ogni autosoma, che rappresentano circa l'1,5% del DNA totale nella cellula.
Nel 2000 i ricercatori del Progetto Genoma Umano hanno annunciato il successo nel sequenziamento di tutte le basi azotate che compongono il cromosoma. Il cromosoma 21 fu il secondo cromosoma umano ad essere sequenziato completamente.
Ancora oggi, tuttavia, la determinazione dei geni presenti sul cromosoma è un'area attiva di ricerca. Ne sono stati individuati circa 300, sebbene si ritenga che possano esservene fino a 400.
Il numero di polimorfismi a singolo nucleotide (SNP) individuati è di oltre 150.000.

## Geni
Alcuni geni fondamentali di questo cromosoma sono:
- APP: proteina precursore della beta-amiloide (A4) (peptidasi nexina-II, correlata alla malattia di Alzheimer)
- CBS: cistationina beta-sintasi
- CLDN14: claudina 14
- HLCS: olocarbossilasi sintasi (biotina-(proprionil-Coenzima A-carbossilasi) ligasi)
- KCNE1: canale voltaggio-dipendente del potassio, Isk-related family, membro 1
- KCNE2: canale voltaggio-dipendente del potassio, Isk-related family, membro 2
- ITGB2: integrina beta 2 (simboli precedenti erano CD18, LCAMB)
- SOD1: superossido dismutasi 1, solubile (correlata alla Sclerosi laterale amiotrofica 1 (adulta))
- TMPRSS3: proteasi transmebrana, serina 3

## Malattie
Le seguenti malattie hanno una correlazione con i geni del cromosoma 21:
- deficienza adesiva leucocitaria (LAD)
- deficienza della olocarbossilasi sintasi
- distrofia muscolare congenita di Ullrich (genetica recessiva)
- malattia di Alzheimer (tipo 1)
- malattia di Unverricht-Lundborg (genetica recessiva)
- miopatia di Bethlem (genetica dominante)
- omocisteinuria per deficienza di cistationina beta-sintasi (genetica recessiva)
- sclerosi laterale amiotrofica (tipo 1)
- sindrome di Down
- sindrome di Jervell e Lange-Nielsen (genetica recessiva)
- sindrome di Romano-Ward (genetica dominante)
- sindrome di Usher, tipo 1
- sordità non sindromica

## Aberrazioni cromosomiche o genomiche
Le seguenti condizioni sono causate da cambiamenti nella struttura o nel numero di copie del cromosoma 21:
- Cancro: riarrangiamento (traslocazione) di materiale genetico tra il cromosoma 21 e altri cromosomi sono stati associati ad alcuni tipi di cancro. Per esempio, la leucemia acuta dei linfoblasti (cancro diagnosticato nei bambini) è stato associato alla traslocazione tra il cromosoma 12 e 21. Altra forma di leucemia, la leucemia mieloide acuta, interessa i cromosomi 8 e 21.
- Sindrome di Down: tale sindrome è quasi sempre da riferirsi alla trisomia 21. Ciò significa che il cariotipo di un soggetto per tutte le sue cellule contiene 3 copie del cromosoma 21 anziché due. A volte la sindrome di Down, invece, può essere il risultato di un mosaicismo, dove solo una parte delle cellule del soggetto ha una copia eccedente del cromosoma 21; si avrà così la sindrome di Down da mosaico. In una piccola percentuale di casi, la sindrome è causata da una traslocazione di materiale cromosomico tra il 21 ed un altro cromosoma. Come risultato, un soggetto avrà le due normali copie del 21, più altro DNA del cromosoma 21 rintracciabile in un altro cromosoma. In questo caso la sindrome viene detta di Down da traslocazione.
- Altre modificazioni della struttura del cromosoma 21 hanno vari effetti, inclusi: ritardo mentale, ritardo dello sviluppo, e caratteristici tratti somatici facciali. In vari casi i segni e i sintomi sono molto simili a quelli della sindrome di Down. Altre aberrazione del cromosoma 21 sono la perdita di segmenti del cromosoma 21 (monosomia 21 parziale), o l'acquisizione di una struttura circolare dovuta alla perdita dei segmenti distali (telomeri) dei bracci grande e piccolo (cromosoma 21 ad anello).
- La duplicazione del locus per Proteina precursore dell'amiloide (APP) sul cromosoma 21 è stato dimostrato causare un'insorgenza familiare precoce della malattia di Alzheimer. Tutti i pazienti che presentavano una copia eccedente di APP, a causa di una duplicazione, mostravano tale malattia con una grave angiopatia amieloide cerebrale (CAA).
- La trisomia è compatibile con la vita, anche adulta, la monosomia incompatibile.